# La Chapelle (Allier)
La Chapelle (okzitanisch La Chapela) ist eine französische Gemeinde mit 396 Einwohnern (Stand: 1. Januar 2022) im Département Allier in der Region Auvergne-Rhône-Alpes. Sie gehört zum Arrondissement Vichy und zum Kanton Lapalisse.

## Geografie
La Chapelle liegt etwa elf Kilometer ostsüdöstlich von Vichy. Umgeben wird La Chapelle von den Nachbargemeinden Molles im Norden, Nizerolles im Osten, Le Mayet-de-Montagne im Südosten, Arronnes im Süden sowie Busset im Westen.

## Bevölkerungsentwicklung
| Jahr                       | 1962 | 1968 | 1975 | 1982 | 1990 | 1999 | 2006 | 2019 |
| Einwohner                  | 543  | 471  | 413  | 415  | 360  | 348  | 381  | 382  |
| Quellen: Cassini und INSEE |      |      |      |      |      |      |      |      |

## Sehenswürdigkeiten
- Kirche Saint-Côme-et-Saint-Damien, ursprünglich aus dem 10. Jahrhundert, 1904 für einen Ersatzneubau zerstört
- Brücke von Moulin-Chavan aus dem 10. Jahrhundert